# 김혜정 (아나운서)
김혜정(金惠貞)은 대한민국 KBS원주방송국의 아나운서이다.

## 경력
- 1984년 ~ 2024년 : KBS원주방송국 11기 공채 아나운서

## 방송 진행
- KBS원주 1R 상쾌한 아침 원주에서 출발합니다, 라디오에 물어보세요, 생방송 오늘 원주입니다 제작, 진행
- KBS원주 1R 뉴스 진행
- KBS원주FM 파워대행진 제작, 진행
- KBS원주FM 김혜정의 뮤직카페
- 6시 내고향 리포터
- KBS 930 뉴스 강원
- 각종 프로그램 스폿
- 내레이션 진행
- KBS원주FM FM클래식
- KBS 뉴스 7 강원